# Monomorium sahlbergi
Monomorium sahlbergi (лат.) — вид мелких муравьёв рода Monomorium из подсемейства Myrmicinae. Инвазивный вид.

## Распространение
Космополитный инвазивный вид. Первоначально считался эндемиком Израиля, откуда только и был известен почти сто лет. Однако, позднее выяснилось, что этот вид повсеместно смешивали с внешне очень сходным космополитным инвазивным фараоновым муравьём (Monomorium pharaonis). Подтверждено обнаружение Monomorium sahlbergi в тропиках и субтропиках, а также в Европе: Палеарктика (Аравийский полуостров, Израиль, Китай, Нидерланды), Океания (Гавайи, Новая Зеландия), Неарктика (США), Неотропика (Галапагосы, Панама), южная Азия (Индия, Непал), Афротропика (Реюньон, Мадагаскар). Все находки M. sahlbergi происходят из пустынных, городских, промышленных и военных районов от уровня моря до высоты 1800 м. В 2014 году его обнаружили в Нидерландах в транспортном контейнере, доставленным из Китая (Hengshui, Hebei).

## Описание
Длина желтоватого цвета с чёрным брюшком рабочих муравьёв составляет около 2 мм. Ширина головы 0,40–0,44 мм, длина головы 0,49–0,54 мм. Усики у самок и рабочих 12-члениковые, с явственной 3-члениковой булавой, у самцов — 13-члениковые. Стебелёк между грудкой и брюшком состоит из двух члеников: петиолюса и постпетиолюса (последний четко отделен от брюшка), жало развито, куколки голые (без кокона). Вид был впервые описан в 1898 году итальянским мирмекологом Карло Эмери по материалам из Израиля.
В 2020 году его синонимом морфометрически и генетически признан таксон Monomorium dichroum, известный только из Индии. Вид Monomorium sahlbergi также как и M. pharaonis принадлежит к видовой группе Monomorium salomonis-group.